# الباب الجديد (القدس)

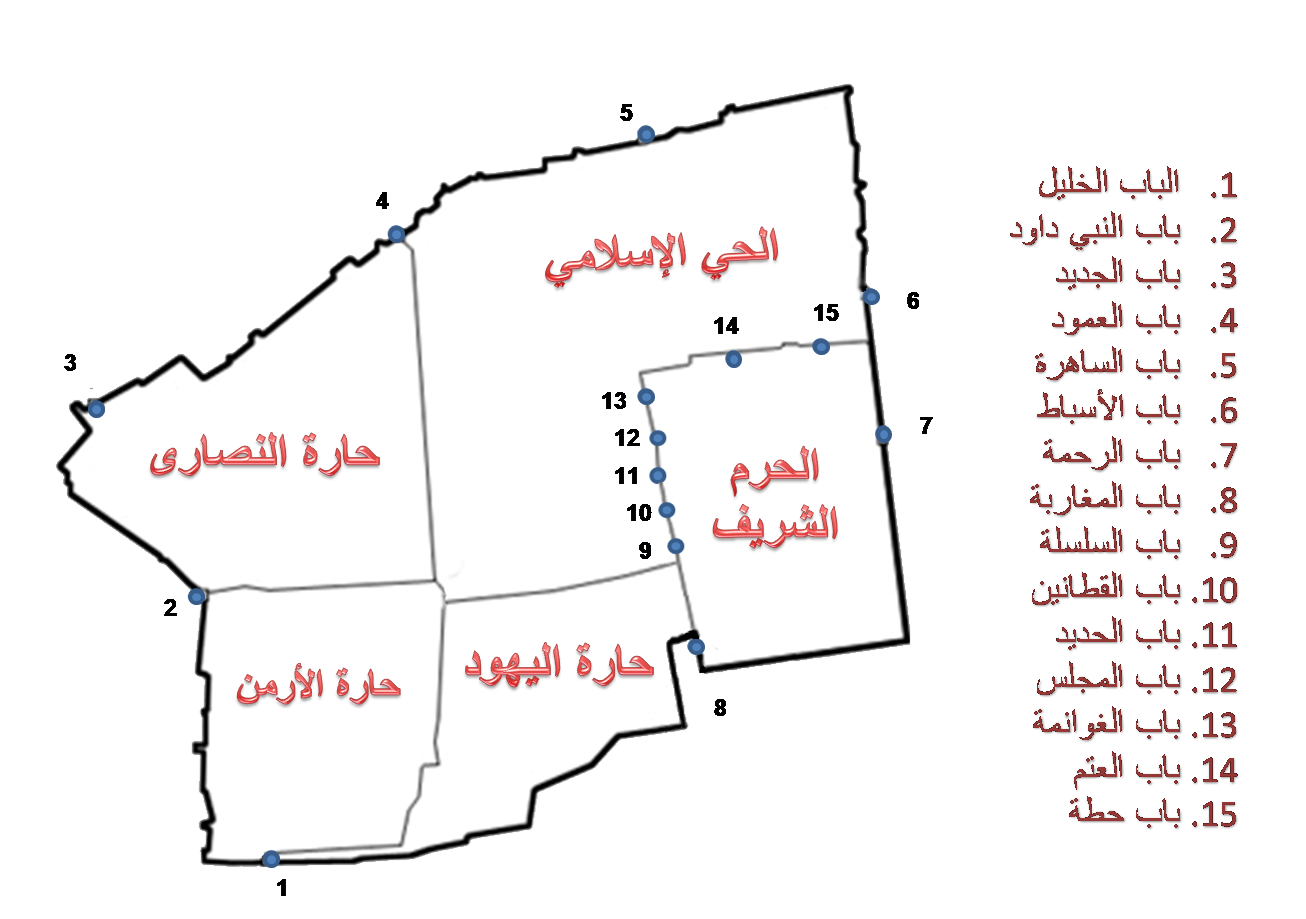
بوابات القدس القديمة والمسجد الأقصى.

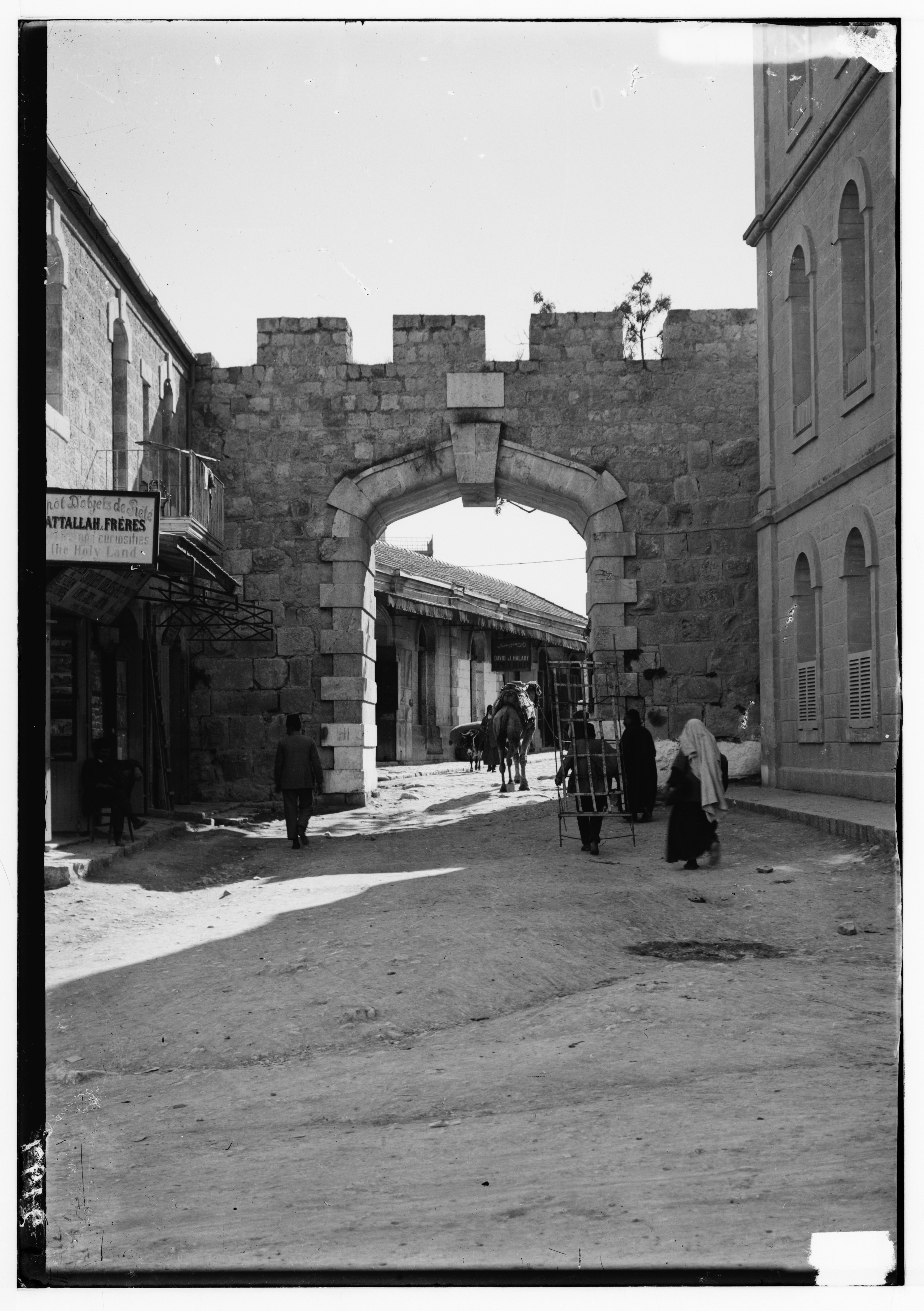
صورة قديمة لباب الجديد في القدس القديمة بين عامي 1900 - 1920.

الباب الجديد في القدس اكتسب اسمه لأنه جديد نسبياً ويُعرف أيضا بباب عبد الحميد، حيث أنشئ عام 1886 في زمن السلطان عبد الحميد الثاني بمناسبة زيارة الإمبراطور الألماني فيلهلم الثاني إلى القدس. والسبب كان أن مضيفه أراد تكريمه حتى يصل بموكبه إلى كنيسة القيامة، ولم تكن أي من البوابات تمكنه من الوصول مباشرة إليها.
تقع البوابة في الناحية الشمالية الغربية من السور وتواجه الشمال وتقع مباشرة في أراضي القدس الغربية. وقد اغلقت خلال حرب 1948 وبقيت كذلك حتى عام 1967 بعد سقوط القدس الشرقية تحت الاحتلال الإسرائيلي.

## مواقع خارجية
- فلسطين في الذاكرة
- موقع ستاربورن